# Вон, Морис Джон
Морис Джон Вон (англ. Maurice John Vaughn; 10 мая 1952, Чикаго, Иллинойс, США) — американский блюзовый мультиинструменталист, вокалист и автор песен. Номинант Blues Music Awards в номинации «Альбом современного блюза» (1987) (вместе с Эй Си Ридом) .

## Биография
Родился в 1952 году в Чикаго (по иным данным в 1949 году)
С 1964 года играл, сначала на барабанах и кларнете в школьной группе в средней школе Джульетты что была в южной части Чикаго. Он начал профессиональную карьеру в 1968 году как саксофонист в R&B-группе Gents of Soul, которая играла соул из Top 40. С 1971 года начал осваивать гитару и со второй половины 1970-х сконцентрировался в большей степени на гитаре. В 1975 году присоединился к еще одной соул-группе Chosen Few, записавшись с ней в альбоме 1976 года, а затем к группе Modified Productions. В ноябре 1979 года полностью занялся блюзом, встретив блюзмена Фила Гая, с которым он гастролировал в 1979 году в Канаде и записался как саксофонист в его альбоме в 1982 году. С того времени он работал как сайдмен со многими музыкантами: Лютером Эллисоном, Соном Силсом, Джуниором Уэллсом, Валери Веллингтон, Квин Сильвией Эмбри, а с 1984 года стал работать с Эй Си Ридом как исполнитель на духовых инструментов .
Дебютным сольным альбомом музыканта стал альбом Generic Blues Album, выпущенный на его собственной фирме звукозаписи Reecy Records. В 1986 году вместе с с Эй Си Ридом записал альбом I Got Money, получившим номинацию Blues Music Awards в категории «Альбом современного блюза». После этого Alligator Records заключила контракт с музыкантом, выпустив его песню «Nothing Left To Believe In» на сборнике 1987 года The New Bluebloods и перевыпустив его дебютный альбом в 1987 году и в 1993 году выпустив второй сольный альбом Вона In the Shadow of the City. В альбоме содержалась песня «(Everything I Do) Got To Be Funky», которая стала саунтреком к фильму Высшая лига 2. Guitar World объявил вышедший альбом «блюзовым альбомом года» 
В 1990-х годах в основном играл с пианистом Детройтом Джуниором, участвовал в записи его двух альбомов 1995 и 1997 года, много времени посвящая также работе в отделе A&R в компании Appaloosa Records, продюсировал альбомы таких исполнителей, как Ширли Джонсон, Zoom, Максин Карр и других. Последний альбом музыканта вышел в 2001 году в Италии: «Записанный в Италии и США, этот альбом, как обычно у этого блюзмена, наполнен оригинальными, очень совершенными композициями…Очень вдохновленный, Морис с легкостью переходит от гитары к пению, не забывая о саксофоне» .
Живёт в Мичиган-Сити, штат Индиана с женой и детьми .Часто играет в школах для детей, которые никогда не слышали блюзовой музыки 
Мориса Джона Вона называют «разносторонним артистом, одинаково хорошо разбирающимся в традиционном чикагском блюзе и современном материале с элементами соула, настоящую тройную угрозу на гитаре, саксофоне и вокале».
«… увлекательная и личная смесь стилей блюза от традиционного блюза до Хендрикса… игра на гитаре язвительна, вкусна и очень плавна… непритязательная радость для души» 

## Дискография
- Generic Blues Album (Reecy Records, 1984; перевыпущен Alligator Records)
- I Got Money (Blue Phoenix, 1986) (с Эй Си Ридом)
- In the Shadow of the City (Alligator, 1993)
- Dangerous Road (Blue Suit, 2001)[5]